# 法菲
法菲（Fafe）是葡萄牙的一座城市。面積219.1平方公里。人口有53,528人，其中市區人口有14,144人。全市管轄有36個堂區。在行政區劃上屬於布拉加區。

## 外部連結
- 官方網站 （页面存档备份，存于）
- 法菲的照片 （页面存档备份，存于）